# Dead Sushi
A Dead Sushi (デッド寿司; Hepburn: Deddo sushi) 2012-ben bemutatott japán horror-vígjáték, melyet Igucsi Noboru rendezett. 
A film története Keiko (Takeda Rina), egy híres szusiséf lánya körül forog, akit egy fogadóban megaláz a Komatsu Pharmaceuticals gyógyszergyártócég elnöke. A Komatsu egyik kutatója bosszút esküszik, és elkészít egy olyan szérumot, ami a rizsen lévő halat gyilkos szusivá változtatja. Keiko az egykori szusiséf Szavadával összefogva elindul a teremtmények legyűrésére.

## Gyártás
Igucsi Noboru rendező és forgatókönyv író úgy döntött, hogy újra filmet forgat miután a Piranha 3D (2010) népszerűnek bizonyult Japánban. Igucsira az Attack of the Killer Tomatoes című film is hatással volt, innen kapta az ötletet, hogy az ételek az emberekre támadjanak. A filmben több akciójelenet is van, melyeket Igucsi szándékosan komikusabbra vett, mint a korábbi filmjeiben. Nisimura Josihiro is hozzájárult a film speciális effektusaihoz.
A Dead Sushi volt a Walker Pictures, a japán Office Walker tehetséggondozó ügynökség filmkészítő és terjesztő leányvállalatának első megjelent filmje.

## Szereplők
- Takeda Rina — Keiko
- Macuzaki Sigeru
- Simazu Kentaro — Jamada
- Szugiura Aszami — Hanamaki Jumi
- Tanaka Demo
- Szuga Takamasza — Noszaka
- Nisina Takasi — Hanamaki
- Murata Jui — Enomoto

## Megjelenés
A Dead Sushi világpremierje 2012. július 22-én volt a montréali Fantasia Festivalon.

## Fogadtatás
A Fangoria horrormagazin a Dead Sushi és a Zombie Ass: Toilet of the Dead összevont kritikájában 2,5/4-es értékelést adott a filmre, hozzáfűzve, hogy a két film „valamelyest dacol a kritikákkal, nyilván nem képviselnek magas művészetet, és a bennem lakó komoly kritikus úgy gondolja, hogy az alábbi pontszám megfelel ezeknek az apróságoknak, felháborító édességeknek. Viszont mégis megosztó, harsány mókák, amikor hasonló gondolkodású nézők társaságában nézzük meg őket, így az értékelést fél koponyával (vagy többel) feljebb lehet tolni, ha társaságban nézzük meg ezen filmeket.” A Variety vegyes kritikával illette a filmet, kiemelve, hogy „a komikus párbeszédekből hiányzik a spiritusz és a legtöbb jelenet még az ilyesfajta marhaságokhoz is képest elvetemült, azonban Takeda szépen kiegyenlíti ezt és meggyőzően hátsón rúgja a laza vállalati embereket és a tenger gyümölcseit. Az effektek rendkívül giccsesek, a többi technikai elem elmegy.”